# Terminalia glaucifolia
Terminalia glaucifolia är en tvåhjärtbladig växtart som beskrevs av William Grant Craib. Terminalia glaucifolia ingår i släktet Terminalia och familjen Combretaceae. Inga underarter finns listade i Catalogue of Life.